# Imagine binară
O imagine binară reprezintă o imagine digitală care are doar două valori posibile pentru fiecare pixel.